# مقاطعة كونفيرس (وايومنغ)
مقاطعة كونفيرس (بالإنجليزية: Converse County)‏ هي إحدى مقاطعات ولاية وايومنغ في الولايات المتحدة الأمريكية.